# Episodi di Eve (serie televisiva 2003) (seconda stagione)
La seconda stagione della serie televisiva Eve è stata trasmessa in anteprima negli Stati Uniti d'America dalla UPN dal 21 settembre 2004 al 24 maggio 2005.
In Italia la stagione è stata trasmessa dal 7 dicembre 2024 al 2 febbraio 2025 su Canale 21 in versione sottotitolata.
| nº | Titolo originale            | Titolo italiano | Prima TV USA      | Prima TV Italia  |  |
| -- | --------------------------- | --------------- | ----------------- | ---------------- |  |
| 1  | Over                        |                 | 21 settembre 2004 | 7 dicembre 2024  |  |
| 2  | Self Helpless               |                 | 28 settembre 2004 | 8 dicembre 2024  |  |
| 3  | All My Exes Havin' Sexes    |                 | 5 ottobre 2004    | 14 dicembre 2024 |  |
| 4  | The Hate-Trix Reloaded      |                 | 12 ottobre 2004   | 15 dicembre 2024 |  |
| 5  | Footloose                   |                 | 19 ottobre 2004   | 22 dicembre 2024 |  |
| 6  | Splice of Life              |                 | 26 ottobre 2004   | 22 dicembre 2024 |  |
| 7  | Friend or Foe?              |                 | 9 novembre 2004   | 28 dicembre 2024 |  |
| 8  | Love TKO                    |                 | 23 novembre 2004  | 29 dicembre 2024 |  |
| 9  | Above Average Joe           |                 | 30 novembre 2004  | 4 gennaio 2025   |  |
| 10 | Dateless in Miami           |                 | 21 dicembre 2004  | 5 gennaio 2025   |  |
| 11 | Lights, Camera, Face Crack! |                 | 4 gennaio 2005    | 12 gennaio 2025  |  |
| 12 | Breast in Show              |                 | 11 gennaio 2005   | 12 gennaio 2025  |  |
| 13 | Kung Fu Divas               |                 | 8 febbraio 2005   | 19 gennaio 2025  |  |
| 14 | Wheeling and Dealing        |                 | 15 febbraio 2005  | 19 gennaio 2025  |  |
| 15 | If the Shrew Fits           |                 | 22 febbraio 2005  | 25 gennaio 2025  |  |
| 16 | Prom Night                  |                 | 1º marzo 2005     | 25 gennaio 2025  |  |
| 17 | Moral Minority              |                 | 29 marzo 2005     | 26 gennaio 2025  |  |
| 18 | Real Women Have Nerves      |                 | 19 aprile 2005    | 26 gennaio 2025  |  |
| 19 | Testing Testing HIV         |                 | 26 aprile 2005    | 1º febbraio 2025 |  |
| 20 | Resident Aliens             |                 | 10 maggio 2005    | 2 febbraio 2025  |  |
| 21 | Taken for Grant-ed          |                 | 10 maggio 2005    | 2 febbraio 2025  |  |
| 22 | Stay Tuned                  |                 | 24 maggio 2005    | 2 febbraio 2025  |  |